# 高開の石積み

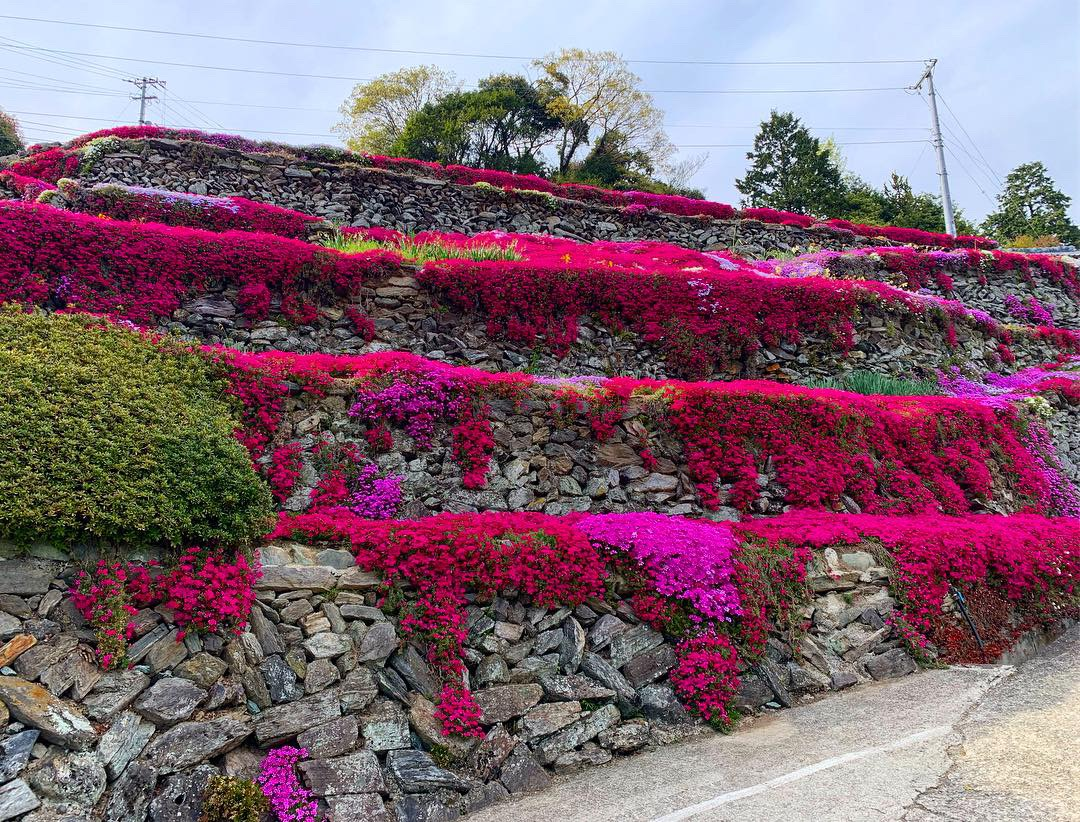
石積みとシバザクラ

高開の石積み（たかがいのいしづみ）は、徳島県吉野川市美郷にある石積み。にほんの里100選に選定され、文化庁の重要文化的景観にも選定されている。

## 地理
急峻な斜面を開き、農耕地や家を構えるために発達した美郷地区の石積みで、高開は通称「ソラ」と呼ばれる最も高い場所に位置している。
春にはシバザクラが咲き誇り、シバザクラまつりが開催され、期間中はライトアップもされる。

## 交通
- JR徳島線阿波山川駅より車で約20分。
- 徳島自動車道「脇町インターチェンジ」より車で約30分。